# 英格蘭歷史
英格蘭历史（英語：History of England）是聯合王國四個构成国之一英格兰的历史，由于英格兰是英国中面積最大以及人口最多的构成地区，因此英格兰历史也是英国历史最主体的部分。之所以會有這種地區上的劃分，可以追溯到5世紀時盎格魯-撒克遜人的到來。而英格蘭地區在政治上的統一則是從10世紀開始的。要注意的是，自从1603年蘇格蘭國王詹姆士六世即位為英格蘭國王直到公元10世紀之前，英格蘭的歷史其實是很難和整個不列顛的歷史分割開來的。

## 史前不列顛時期
史前不列顛時期的英國大致上可以分成以下幾個時期（年份皆是近似值）：
- 前8000年，中石器時代開始
- 前2500年，新石器時代開始
- 前1600年，青銅器時代開始
- 前900年，凱爾特人遷徙至此地
- 前400年，鐵器時代初期

## 羅馬時期
西元前1世紀左右，強盛的羅馬帝國入侵了不列顛，羅馬文明從此改變了不列顛的面貌。
西元前55年，時任羅馬高盧總督的凱薩，帶領數萬軍隊、對不列顛群島發動兩次武力侵略，卻礙於不列顛人的戰術無功而返。西元43年，羅馬第四任皇帝克勞狄一世終於征服不列顛地區，納為行省，同時進行軍事統治和軍事移民。西元122年，羅馬皇帝哈德良在不列顛北部建立100多公里的城牆以防衛北方蠻族，此即知名的「哈德良長城」。之後隨著羅馬帝國勢力衰退，最後一批羅馬軍隊於西元410年撤離不列顛，結束統治。

## 盎格魯撒克遜時代
在羅馬人把軍隊從英格蘭調離後，附近的其他民族趁機攻來。不列顛居民因早已習於羅馬人的統治和保護而抵擋不住。一支來自歐洲大陸的日耳曼民族--盎格魯-撒克遜人最後征服不列顛，建立許多國家。此後，英國才被稱為「英格蘭」（意即盎格魯-撒克遜人的土地）。
西元5世纪，盎格鲁-撒克逊人开始由南部向中部侵入不列颠岛，渐渐地在这些地域建立起了一些王国。当时由盎格鲁-撒克逊人以及不列颠原住民所建立的王国的数目远远不止7个，但随着时间的推移，一些大国逐渐地吞并了周边的小国，最后形成了以这七个大国为代表的七国时代。這七個國家分別為：
- 諾森布里亞王國
- 麥西亞王國
- 東安格利亞王國
- 埃塞克斯王國
- 肯特王國
- 薩塞克斯王國
- 威塞克斯王國

## 威塞克斯崛起及統一
西元9世紀時，維京人大軍壓境侵略不列顛，其時島上諸國中數威塞克斯王國最為強大，其國王阿爾弗雷德臨危受命接受「盎格魯-撒克遜共主」之名，統一指揮一眾盎格魯薩克遜王國抗擊維京侵略，成為了英格蘭王國統一的濫觴。其子長者愛德華繼承父業，繼續對維京人用兵，使英格蘭大部分地區重歸盎格魯-撒克遜人的統治。西元918年，愛德華的姐姐埃塞爾弗萊德死亡，他次年便從外甥女埃爾夫溫手中奪取麥西亞王國的統治權。愛德華死後，其子埃塞爾斯坦於西元927年攻滅諾森布里亞王國，統一盎格鲁撒克逊人的地盤。
埃塞爾斯坦於927年打敗諾森布里亞王國的維京人，自羅馬帝國撤出後的幾百年來，首次重新統一全英格蘭並終能建立統一的英格蘭王國。在他的統治期間，王室一直是英國的中心。王位由他同父異母的兄弟愛德蒙一世繼承。在接下來的幾年裡，盎格魯人和維京人間數次不知細節的戰爭，直到954年將斯堪地那維亞約克王國吞併。

## 丹麥王朝與复辟
公元10世纪末，丹麦的维京人再度侵犯英格兰。1002年，英格兰国王埃塞尔雷德二世下令屠杀境内的維京人，结果激怒丹麦国王兼挪威国王八字胡斯韦恩。斯韦恩前后四次对英格兰用兵，最終1013年击败英王埃塞尔雷德二世，入主英格蘭王國。自此开始以英格兰国王自称，可惜次年便告病逝，由儿子克努特继承王位。1016年，埃塞尔雷德二世病逝，其子刚勇者埃德蒙无法再跟克努特争胜，协议共治英格兰。当年11月30日，埃德蒙二世死去，英格兰完全由克努特统治，徹底征服了英格蘭。
丹麦王朝的统治直至1042年6月8日哈德克努特逝世为止，他是克努特大帝与埃塞尔雷德二世前妻、寡妇诺曼底的埃玛的儿子。哈撒克努特没有自己的继承人，由埃塞尔雷德二世的儿子，他哥哥忏悔者爱德华继位。威塞克斯王朝复辟，重新拿回英格兰王国。

## 諾曼征服
在1066年的黑斯廷斯戰役當中，來自諾曼地公國的「征服者威廉」（諾曼地公爵威廉）他率領一支由諾曼人、布列塔尼人、佛蘭芒人和法國人（來自巴黎和法蘭西島）組成的軍隊入侵英格蘭，英王哈羅德二世及其兩位弟弟也戰死沙場，盎格魯-撒克遜王室末代滅亡。諾曼地公國征服當英格蘭，建立諾曼王朝。
威廉一世即位後，在政治上依附法國，下令編輯末日審判書，相當於現在人口、財產普查，透過此書他可以得到甫征服的國家的資訊，以便日後管理英格蘭。為了鎮壓國內盎格魯－撒克遜人的叛亂，威廉一世引入歐洲大陸的分封土地制度，將英格蘭的五分之一土地作為自己的領地。同時藉由領主效忠、強化英王王權。引入了法語和法國的生活習慣，諾曼人的征服整個改變了英格蘭的文化，甚至是其語言、習俗。
自獲得英格蘭後，威廉并没有计划将王国与诺曼底公国合并一起。諾曼第公國仍是法國國王的附屬國，不过身为诺曼底公爵，威廉仍然缺乏对法王腓力一世有效忠之心。独立的英格兰王国可以让他的统治不受到干扰。在他死後，先後由威廉二世和亨利一世繼承了王位。1135年，亨利一世去世，並將王位指定給女兒瑪蒂爾達，而她的表兄史蒂芬在亨利一世去世時搶先趕到英格蘭繼承了王位，引發了一場內戰，給當時經濟造成了很大損失。

## 金雀花王朝
1135年英王亨利一世駕崩外甥史蒂芬繼位，安茹帝國的國王若弗魯瓦五世遂宣稱其妻玛蒂尔达皇后作为亨利一世唯一的嫡嗣和生前指定的继承人有權繼承英格蘭王位，要求斯蒂芬讓位。此後，兩人在各自勢力支持下掀開了為時19年的王位爭奪戰，英格蘭陷入無政府狀態，兩派之間各有輸贏，玛蒂尔达曾在1141年俘虏斯蒂芬后将其废黜，自称女王，但不久未及加冕就被迫还位。1153年，兩派達成協議，史蒂芬死後由兒子亨利繼承。 
1154年，史蒂芬去世，安茹帝國玛蒂尔达皇后的儿子亨利二世继位，英格兰步入金雀花王朝。亨利二世改革英格蘭司法體系，廢去不合時宜的審判方法，採用習慣法並首創陪審團制度。
1215年在布汶戰役慘敗又不得人心的約翰王遭貴族階級強迫簽下限制王權的「大憲章」，是為英國不成文憲法的濫觴。法兰西太子路易趁机入侵，以约翰外甥女婿的身份宣称英格兰王位，称国王路易斯一世，但在1217年战败放弃。
1295年愛德華一世召開議會，確立包含貴族、騎士和教士的議會制度。
该王朝的末任国君是理查二世，他于1399年被王朝支系兰开斯特公爵亨利四世夺去王位，英格兰开始兰开斯特王朝的统治。
玛蒂尔达的先例未能让英格兰确立女系继承权。约翰的兄女布列塔尼的埃莉诺的王位宣称就没有在生前得到诸侯的支持，但本人却因此被软禁至死，死后才被追认为王位继承人；后来理查二世立堂姐菲利帕的后人为继承人，也因为亨利四世夺位而未能继承。

### 英法百年戰爭
由於領地和王位繼承權的紛爭，西元1337年英格蘭和法國之間掀起斷斷續續長達116年的戰爭。百年戰爭造成大量平民死傷、流離失所，也引領戰術、武器方面的革新。在戰爭期間，英格蘭由於其優良的長弓兵而屢戰屢勝，但後來法國因為貞德而使得英格蘭無法繼續擴張在歐陸的領土範圍。15世紀中期的福爾米尼戰役與卡斯蒂永戰役最終使英格蘭幾乎失去歐陸上所有領地；法國則藉此完成民族統一。

## 蘭開斯特王朝與約克王朝
西元1399年，兰开斯特公爵亨利趁国王理查二世远征爱尔兰岛时，夺去王位，成为兰开斯特王朝的第一位君主。兰开斯特的名字是来自于该王朝的成员均为第一代兰开斯特公爵约翰的后代，而红玫瑰为王朝的象征。在15世纪时，兰开斯特王朝与約克王朝为了争夺英格兰王位，而爆发玫瑰战争，红玫瑰代表兰开斯特王朝、白玫瑰代表约克王朝。这两个王朝之间的竞争，也导致于现今兰开斯特郡与约克郡之间也保持着友好的竞争关系。
都铎王朝君主亨利七世对兰开斯特王朝的继承权是透过他母亲玛格利特·蒲福，她是兰开斯特公爵约翰的曾孙女。而玛格利特·蒲福嫁给理奇蒙伯爵埃德蒙·都铎，生下未来的英格兰国王亨利七世。

## 都鐸王朝時期
1485年玫瑰戰爭結束，由來自德赫巴斯王國的亨利·都鐸奪得王位，開啟都鐸王朝。其繼位者亨利八世則因離婚問題與羅馬教廷決裂，另創政教合一的英國國教派。1603年，都鐸王朝的最後一位君主伊丽莎白一世去世，都鐸王朝結束。這一百一十八年的都鐸王朝時代是英國歷史上的黃金時代。
都鐸王朝的統治者包括：
- 亨利七世，亨利六世侄子（父親是亨利六世同母異父的弟弟）
- 亨利八世，亨利七世次子
- 愛德華六世，亨利八世的小兒子
- 琴·格蕾郡主，亨利七世外孫女的女兒 (在位只有九天，一般不算作英國女王)
- 瑪麗一世，愛德華六世同父異母的姐姐，外號「血腥瑪麗」
- 伊丽莎白一世，瑪麗一世同父異母的妹妹

## 斯图亚特王朝
當英女王伊丽莎白一世駕崩時，未曾留下任何子嗣，所以由她血統上最接近的男性新教徒的親戚，蘇格蘭王詹姆士六世，成為英格蘭王詹姆士一世，是為斯图亚特王朝，他也是第一個統治整個大不列顛島的國王。詹姆士一世也經歷過一連串的天主教極端份子的意圖暗殺事件，特別是在1603年的主要陰謀（Main Plot）和次要陰謀（Bye Plot），以及最著名的----在1605年11月5日的火藥陰謀。其子查理一世捲入了與議會的權力鬥爭，宗教上在三十年戰爭中幫助了新教勢力，卻娶了信奉天主教的妻子，引發教會不滿。

## 宗教衝突與清教徒革命
在1642年，英國爆發內戰，其原因是查理一世與議會一連串的衝突與紛爭。在1645年6月國會的軍隊戰勝國王的軍隊，取得決定性的勝利，第一次內戰結束。而在1647年初，國王也成為議會的階下囚，史稱「清教徒革命」。國王在第二次內戰結束後被當眾處決，而英國變成了英格蘭聯邦。隨後在1653年克倫威爾解散國會，自任為護國公，將國號改為英格蘭、蘇格蘭和愛爾蘭聯邦（Commonwealth of England, Scotland and Ireland）。克倫威爾過世後，其子理查·克倫威爾接任護國公之職，但沒多久就被撤職，國家陷入一片混亂。
在1660年，查理二世回到倫敦登基成為英王，聯邦滅亡，斯图亚特王朝成功復辟。
1665年，倫敦爆發大規模的瘟疫，而在次年，倫敦又發生大火大火，這場火災連續5天，大概燒毀15,000棟建築物。
1685年2月6日，查理二世死亡，在他臨死前他還皈依了天主教，由他信天主教的弟弟詹姆斯二世繼位。
1689年，荷蘭新教的奧蘭治威廉親王取代天主教的詹姆斯二世，此即為歷史著名的光榮革命。革命之後，威廉三世和他的妻子，也是詹姆斯二世的女兒瑪麗二世共同成為英格蘭國王。為了促成他的反法事業、對抗法王路易十四，挑動英國的反法情緒，讓英法從此開始第二次百年戰爭（1689-1815年）。1815年英國戰勝法國的拿破崙之後，正式成為世界霸主——日不落帝國。

## 近代

### 汉诺威王朝
1688年，英國發生光榮革命，英王詹姆斯二世和其信奉天主教的後裔被逐離英國。詹姆斯信奉新教的女兒瑪麗和安妮陸續繼位，在安妮女王的統治下，英格蘭和蘇格蘭合併為單一的英國，自此英格蘭成為英國一部分。
在安妮女王長子夭折後，英國國會為避免英國王位再次落入天主教徒手上，通過《1701年嗣位法令》，當中規定：“若1689權利法案中所規定的繼承人全部無子死亡後，王位由英王詹姆士一世的外孫女，漢諾威選帝侯夫人蘇菲亞和她的新教後代繼承。”
這部法律，令當時在英國王位繼承序列頭50名的王室成員都失去王位繼承權。雖然，法案導致數次因王位爭端而起的衝突，但由於安妮女王駕崩時沒有子女存活，位於王位繼承序列第52名的漢諾威選帝侯，喬治一世，最終於1714年繼位為大不列顛國王及愛爾蘭國王，開啟了漢諾威王朝，直至1727年駕崩。而大不列顛王國和愛爾蘭王國於1801年合併，組成大不列顛及愛爾蘭聯合王國。

### 工業革命
18世纪末期和19世纪初期，农业社会被广泛地转化为科技化和机械化的工业社会，这次重大的变革被称为工业革命。非常多的农业生产者转移到城市和邻近城市的郊区进行大规模的集中式生产，以蒸汽动力为基础的新技术使得经济规模扩大而得到节约和增加单个工人生产量，从而使得传统的家庭式手工业被减少，其后的结果就是这些地区拥有很少的底层支持，使得婴儿死亡率（这一方面，很多以5，6岁学龄前儿童为主的主日学校拥有葬礼社，互相负责葬礼事务安排）、犯罪率和社会剥削大大增高。
这次工业化的变革对工人来说并不是完全无痛苦的，很多人在这个过程中的生活受到威胁。他们中的一部分常常进行和准备进行对工厂的破坏。这些破坏分子被称为“卢德分子”。而有些學者對於这些“卢德分子”抱持著不同的看法，如英國歷史學家E.P.Thompsom。

### 萨克森-科堡-哥达王朝和溫莎王朝
溫莎王朝自1917年統治英國和其海外領地的家族，其前身為薩克森-科堡-哥達王朝，而其家族實際姓氏為韋廷。
溫莎王朝的父系祖先為韋廷家族，後來其中一個分支被分封到薩克森-科堡-哥達公國（即今日德國的圖林根州），該分支便自此以國為王朝名，但保留韋廷作為私人姓氏。
該分支的數位王子通過婚姻或獲選多國國王，如葡萄牙、比利時和保加利亞國王等。1840年2月10日，英女王維多利亞和她的大表哥薩克森-科堡-哥達親王阿爾伯特結婚，薩克森-科堡-哥達這個德國姓氏就此帶入英國王室。
1901年1月22日，維多利亞女王駕崩，其長子繼位為愛德華七世，愛德華成為第一位薩克森-科堡-哥達王朝的君主。
1914年8月4日，英國加入第一次世界大戰。但由於經歷多年複雜的聯姻，此時歐洲各國的君主，多是表兄弟的關係。而英國王室帶有德國姓氏，更令英國人覺得不順。為安撫民心，當時在位的英王喬治五世，在1917年7月17日頒布一道樞密院御令，宣佈將英國王室名和王室父系子裔私人姓氏，改為溫莎。「溫莎」一名來自溫莎堡，是英國最古老的王宮之一，據聞由英王征服者威廉一世選址奠基的。

## 相關主題
- 罗马
- 盎格魯-撒克遜人
- 諾曼人
- 征服者威廉
- 玫瑰戰爭
- 都铎王朝
- 百年战争
- 英國內戰
- 光荣革命
- 第一次工业革命
- 聯合王國歷史

## 外部連結
- History of England （页面存档备份，存于）
- Full text of The History of England From the Norman Conquest to the Death of John (1066-1216) （页面存档备份，存于） from Project Gutenberg